# 1740 en littérature
| Années de la littérature : 1737 - 1738 - 1739 - 1740 - 1741 - 1742 - 1743    |
| Décennies de la littérature : 1710 - 1720 - 1730 - 1740 - 1750 - 1760 - 1770 |

Cet article présente les faits marquants de l'année 1740 en littérature.

## Événements
- 1er août : première représentation du Rule Britannia tiré du poème de James Thomson sur une musique de Thomas Augustine Arne en final e son masque Alfred[1].

## Parutions
- 6 novembre : Pamela or Virtue Rewarded, (« Paméla ou la Vertu récompensée »), de Samuel Richardson, en deux volumes[2].

- Anti-Machiavel : ou Essai de critique sur le Prince de Machiavel, Bruxelles, François Foppens, 1740 (présentation en ligne), de Frédéric II le Grand, publié par Voltaire. Cet écrit, prônant un pouvoir qui ne serait plus fondé sur le droit divin mais bien sur un contrat, lui vaut la réputation de « roi-philosophe ».

- Gabrielle-Suzanne de Villeneuve, La Jeune Amériquaine et les Contes marins, La Haye (Paris), Aux dépens de la Compagnie, 1740 (présentation en ligne), publié anonymement en deux volumes. Ce recueil contient la première version française du comte La Belle et la Bête repris par Jeanne-Marie Leprince de Beaumont dans Le Magasin des enfants, publié à Londres en 1756[3].
- Daniel Defoe, The life and adventures of Mrs. Christian Davies : commonly call'd Mother Ross, London, R. Montagu, 1740 (présentation en ligne)

## Naissances
- 2 juin : Donatien Alphonse François, marquis de Sade, écrivain et philosophe français († 2 décembre 1814).
- 20 octobre : Isabella Agneta Elisabeth, van Thuill van Zuylen van Seeroskerken, Isabelle de Charrière, écrivain de langue français née en Hollande († 27 décembre 1805).

## Décès
- 11 décembre : Sidonia Hedwig Zäunemann, poétesse allemande (née le 15 janvier 1711)